# HRES
HRES (ukr. ГРЕС, ros. ГРЭС) – przystanek kolejowy w pobliżu miejscowości Bouszów, w rejonie iwanofrankiwskim, w obwodzie iwanofrankiwskim, na Ukrainie. Położony jest na linii Lwów – Czerniowce.
Nazwa pochodzi od dawnego oznaczenia znajdującej się w pobliżu Elektrociepłowni Bursztyn.